# الشفت
الشفت هي منطقة تجمع قرى لبنانية في قضاء عكار في محافظة عكار.

## بلداتها
يتوزع سكانها على البلدات التالية:
- حلبا
- الحاكور
- منيارة
- كرم عصفور
- القنطرة
- بيت غطاس
- عدبل
- مشحة
- حيزوق
- مزرعة بلدة
- السويسة
- الجديدة
- الزواريب
- حكر الشيخ طابا
- الشيخ طابا
- الشيخ محمد
- النفيسة
- كروم عرب
- خريبة الجندي
- كوشا
- بيت الحاج.

## وصلات خارجية
- مركز المعلوماتية للتنمية المحلية (لوكاليبان)